# Parafia Najświętszej Maryi Panny Matki Kościoła w Świdniku
Parafia Najświętszej Maryi Panny Matki Kościoła w Świdniku – parafia rzymskokatolicka w Świdniku, należąca do archidiecezji lubelskiej i Dekanatu Świdnik. Została erygowana 12 lutego 1982 roku. 
Kościół parafialny pw. Najświętszej Maryi Panny Matki Kościoła został wybudowany w latach 1978–1985. Mieści się on przy ulicy księdza Kardynała Stefana Wyszyńskiego.

## Historia
Miasto Świdnik otrzymało prawa miejskie w roku 1954. W założeniach władz miasto miało spełniać ważną rolę. Miało być wzorowym miastem socjalistycznym, bez kościoła. Przez wiele dziesięcioleci, mimo próśb mieszkańców nie wyrażano zgody na budowę w Świdniku kościoła. Wytyczne i raporty lubelskiej Służby Bezpieczeństwa zakładały, że kościoła w Świdniku nigdy nie będzie. Mieszkańcy miasta zmuszeni byli uczęszczać do oddalonego o około 4 km kościoła parafialnego w Kazimierzówce.
Dzięki staraniom ks. Józefa Bieńkowskiego (proboszcz parafii w Kazimierzówce w latach 1957–1970) oraz ks. Jana Hryniewicza (proboszcz parafii w Kazimierzówce w latach 1970–1982, potem proboszcz w parafii w Świdniku) 29 sierpnia 1975 roku wojewoda lubelski Mieczysław Stępień podpisał zgodę na budowę kościoła w Świdniku.
Budowa jednakże napotykała na duże trudności, zarówno ze strony miejscowych władz jak i kłopotów z brakiem funduszy. Na początku na działce przygotowanej pod budowę kościoła stanęła zadaszona kaplica oraz szopa na gromadzone materiały budowlane. 26 czerwca 1977 roku odbyła się pierwsza msza święta w Świdniku, a 17 września tego samego roku poświęcony został kamień węgielny pod budowę świątyni. Na uroczystości poświęcenia kamienia obecny był bp Zygmunt Kamiński.
Pierwszy etap budowy obejmujący budowę dolnego kościoła zakończono po półtora roku prac. Uroczyste poświęcenie odbyło się podczas pasterki 24 grudnia 1979 roku, poświęcenia dokonał ks. bp Zygmunt Kamiński. Budowę ostatecznie zakończono w roku 1985. Poświęcenia górnego kościoła dokonał ks. bp Bolesław Pylak w pasterkę tego samego roku.

## Proboszczowie
- ks. Jan Hryniewicz (marzec 1982 – 1993)
- ks. Tadeusz Nowak (1993 – czerwiec 2014)
- ks. dr Andrzej Krasowski (od czerwca 2014)

## Terytorium parafii
Parafia Najświętszej Maryi Panny Matki Kościoła w Świdniku obejmuje ulice: 3 Maja, Baczyńskiego, Bankowa, Cedrowa, Cisowa, Cyprysowa, Czereśniowa, Głowackiego, Gospodarcza, Hryniewicza, Jarzębinowa, Kamińskiego, Kilińskiego, Klonowa, Kościuszki, Lotników Polskich, Modrzewiowa, Niepodległości, Norwida, Okulickiego, Parcelowa, Prosta domki, Racławicka, Ratajaczaka, Skarżyńskiego, Skłodowskiej – Curie, Spadochroniarzy, Spółdzielcza, Stachonia, Szeroka, Środkowa, Wiejska, Wyspiańskiego, Wyszyńskiego.
Na terenie parafii znajduje się jeden kościół (kościół Najświętszej Maryi Panny Matki Kościoła w Świdniku) oraz dwie kaplice (kaplica Chrystusa Miłosiernego znajdująca się w szpitalu w Świdniku oraz kaplica Matki Łaski Bożej).